# Жешотари-Стара-Весь
Жешотари-Стара-Весь (пол. Rzeszotary-Stara Wieś) — село в Польщі, у гміні Росьцишево Серпецького повіту Мазовецького воєводства.
Населення — 82 особи (2011).
У 1975-1998 роках село належало до Плоцького воєводства.

## Демографія
Демографічна структура станом на 31 березня 2011 року:
|          | Загалом | Допрацездатний вік | Працездатний вік | Постпрацездатний вік |
| -------- | ------- | ------------------ | ---------------- | -------------------- |
| Чоловіки | 36      | 6                  | 22               | 8                    |
| Жінки    | 46      | 9                  | 28               | 9                    |
| Разом    | 82      | 15                 | 50               | 17                   |